# Catharina van Knibbergen
Catharina van Knibbergen (gestorben nach 1665 vermutlich in Den Haag) war eine niederländische Landschaftsmalerin.

## Leben und Werk

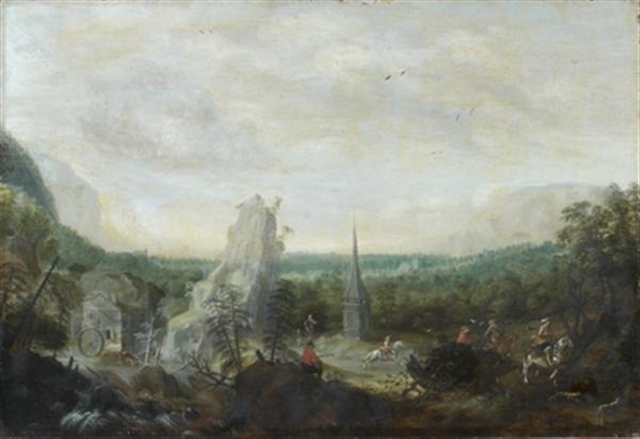
Soldaten in einer Landschaft, um 1655

Catharina van Knibbergen wurde als Malerin von Bartholomeus Breenbergh beeinflusst.
Sie wird erstmals in der Sammlung  „Jugendlicher Minnespiegel“ (1634) von Pieter Nootmans erwähnt. Ein Gedicht wurde der „berühmten Kunstmalerin Juffrou Catharina van Knibbergen“ gewidmet. Somit hatte sie zu der Zeit als Malerin bereits einen Ruf. Ob sie somit die Tochter des Haager Landschaftsmalers François van Knibbergen (1596/7?–nach 1664), war, ist fraglich, sie soll laut Thieme 1665 den Offizier Gerard de Witte gehairatet haben. Bekannt ist, dass Catharina van Knibbergen der Haager Malergesellschaft Confrérie Pictura angehörte und eine Landschaftsmalerin war. Sie reichte 1660 der Vereinigung eine kleine Landschaft ein und von ihr wurden in verschiedenen Nachlassinventaren aus Den Haag aus dem 17. Jahrhundert mehrere Werke erwähnt. Heutzutage tauchen auf Auktionen vereinzelt Gemälde auf, die Catharina van Knibbergen zugeschrieben werden, diese sind auch teilweise signiert. Dabei handelt es sich in der Regel um Berglandschaften mit Wasserfällen, Ausblicken und einigen Stabsfiguren.
Es werden in Bezug zu ihr weitere Namen genannt, so tauchen die Namen Catharina de Hen und Catharina van der Snap auf. Dies dürfte jedoch auf einer Verwirrung beruhen. Neben  Catharina van Knibbergen, die 1665 den Offizier Gerard de Witte geheiratet haben soll, gibt es eine andere Malerin, Catharina van der Snap, die ebenfalls in Den Haag tätig gewesen ist. Sie heiratete 1643 Lucas de Hen und ist daher unter dem Namen ihres Mannes in den Büchern der Haager Lucas-Gilde eingetragen. Nach dem Tod ihres Mannes heiratete sie 1653 den Wittwer Gerard de Witte. Vermutlich entstand die Verwirrung, da es zwei Malerinnen in Den Haag mit dem Vornamen Catharina gab, die einen  „Gerard de Witte“ geheiratet hatten. Beide Ehen von Van der Snap sind in den Heiratsregistern aufgeführt, die von Knibbergen jedoch nicht. Thieme stützte seine Arbeit somit wahrscheinlich auf andere Archivquellen.